# 2000年の野球
2000年の野球（2000ねんのやきゅう）では、2000年の野球界における動向をまとめる。

## 競技結果

### アマチュア野球
- 第71回都市対抗野球大会優勝 : 川崎市（三菱自動車川崎）

- 第27回社会人野球日本選手権大会優勝 : 松下電器
- 第49回全日本大学野球選手権大会優勝 : 亜細亜大学
- 第31回明治神宮野球大会
大学の部優勝 : 慶應義塾大学
高校の部優勝 : 東福岡
- 第72回選抜高等学校野球大会優勝 : 東海大相模（神奈川県）
- 第82回全国高等学校野球選手権大会優勝 : 智辯学園和歌山高等学校（和歌山県）

### メジャーリーグ
- ワールドシリーズ優勝：ニューヨーク・ヤンキース
- アメリカンリーグ優勝：ニューヨーク・ヤンキース
- ナショナルリーグ優勝：ニューヨーク・メッツ

### 国際大会

#### シドニーオリンピック
| 順位 | 国・地域       |
| ---- | -------------- |
| 1    | アメリカ合衆国 |
| 2    | キューバ       |
| 3    | 韓国           |
| 4    | 日本           |
| 5    | オランダ       |
| 6    | イタリア       |
| 7    | オーストラリア |
| 8    | 南アフリカ     |

## できごと

### 3月
- 3月25日
  - 【高校】第72回選抜高等学校野球大会が甲子園で開幕。

### 4月
- 4月4日
  - 【高校】第72回選抜高等学校野球大会の決勝戦が甲子園球場で行われ、神奈川県の東海大相模が和歌山県の智弁和歌山に4-2で勝利し、初優勝達成。

### 8月
- 8月2日
  - 【社会人】第71回都市対抗野球大会の決勝戦が東京ドームで行われ、三菱自動車川崎が大阪ガスを9-3で破り初優勝。
- 8月8日
  - 【高校】第82回全国高等学校野球選手権大会が開幕。
- 8月21日
  - 【高校】第82回全国高等学校野球選手権大会の決勝戦が甲子園で行われ、和歌山県の智弁和歌山が千葉県の東海大浦安に11-6で勝利し、1997年夏（第79回）以来3年ぶり2回目の優勝達成。

### 9月
- 9月27日
  - 【五輪】シドニーオリンピックの野球競技の決勝戦と3位決定戦が行われ、キューバがアメリカ合衆国に4-0で勝利し優勝。3位決定戦は大韓民国が日本に3対1で勝利。

### 10月
- 10月22日
  - 【大学】立教大学の上重聡が東大2回戦に先発し、完全試合を達成。1964年の慶応大学・渡辺泰輔以来史上2人目[1]。
  - 【社会人】第27回社会人野球日本選手権大会の決勝戦が大阪ドームで行われ、松下電器が東芝を8-3で破り初優勝。

## 誕生
- 1月29日 - 渡辺明貴
- 2月2日 - 村上宗隆
- 3月18日 - 日隈モンテル
- 4月19日 - 根尾昂
- 5月6日 - 藤原恭大
- 5月18日 - チェイス・シルセス
- 9月17日 - ベン・ジョイス

## 死去
- 1月20日 - 岩本信一（*1921年）
- 2月27日 - 伊賀上良平（*1917年）
- 3月7日 - 鶴岡一人（*1916年）
- 5月14日 - 丸尾千年次（*1917年）
- 6月16日 - 長持栄吉（*1918年）
- 6月19日 - 飯田徳治（*1924年）
- 6月 - 関口朋幸（*1960年）
- 7月16日 - 森下重好（*1920年）
- 8月12日 - 秋山登（*1934年）
- 9月16日 - 田部輝男（*1916年）
- 10月13日 - 藤井将雄（*1968年）
- 10月22日 - 新山彰忠（*1939年）
- 11月5日 - 高野光（*1961年）
- 11月20日 - 三浦真一郎（*1946年）
- 12月11日 - 白石勝巳（*1918年）